# NAWIRA Women’s Sevens 2007
NAWIRA Women’s Sevens 2007 – trzecie mistrzostwa strefy NAWIRA w rugby 7 kobiet, oficjalne międzynarodowe zawody rugby 7 o randze mistrzostw kontynentu organizowane przez North America and West Indies Rugby Association mające na celu wyłonienie najlepszej żeńskiej reprezentacji narodowej w tej dyscyplinie sportu w strefie NAWIRA, które odbyły się wraz z turniejem męskim w Nassau na Bahamach w dniach 17–18 listopada 2007 roku.

## Informacje ogólne
Bahamas Rugby Football Union otrzymał prawa do organizacji zawodów w sierpniu 2006 roku. W rozegranym w Winton Rugby Centre w Nassau turnieju początkowo miało wziąć udział pięć zespołów, wycofała się jednak drużyna reprezentująca Trynidad i Tobago. Pozostałe cztery zespoły rywalizowały zatem w ciągu dwóch meczowych dni systemem ligowym. W zawodach bez porażki zwyciężyły zawodniczki Canada Development – zaplecza reprezentacji Kanady, natomiast trzecia w klasyfikacji Jamajka otrzymała tytuł mistrza Karaibów

## Faza grupowa
| 17 listopada 2007 | USA Development | 12:0 | Jamajka | Winton Rugby Centre, Nassau |
| 17 listopada 2007 |                 | 12:0 |         | Winton Rugby Centre, Nassau |

| 17 listopada 2007 | USA Development | 7:5 | Gujana | Winton Rugby Centre, Nassau |
| 17 listopada 2007 |                 | 7:5 |        | Winton Rugby Centre, Nassau |

| 17 listopada 2007 | Canada Development | 22:0 | Jamajka | Winton Rugby Centre, Nassau |
| 17 listopada 2007 |                    | 22:0 |         | Winton Rugby Centre, Nassau |

| 17 listopada 2007 | Gujana | 10:24 | Canada Development | Winton Rugby Centre, Nassau |
| 17 listopada 2007 |        | 10:24 |                    | Winton Rugby Centre, Nassau |

| 17 listopada 2007 | Gujana | 0:10 | Jamajka | Winton Rugby Centre, Nassau |
| 17 listopada 2007 |        | 0:10 |         | Winton Rugby Centre, Nassau |

| 17 listopada 2007 | USA Development | 7:17 | Canada Development | Winton Rugby Centre, Nassau |
| 17 listopada 2007 |                 | 7:17 |                    | Winton Rugby Centre, Nassau |

| 18 listopada 2007 | Canada Development | 21:0 | Jamajka | Winton Rugby Centre, Nassau |
| 18 listopada 2007 |                    | 21:0 |         | Winton Rugby Centre, Nassau |

| 18 listopada 2007 | USA Development | 24:0 | Gujana | Winton Rugby Centre, Nassau |
| 18 listopada 2007 |                 | 24:0 |        | Winton Rugby Centre, Nassau |

| 18 listopada 2007 | USA Development | 12:0 | Jamajka | Winton Rugby Centre, Nassau |
| 18 listopada 2007 |                 | 12:0 |         | Winton Rugby Centre, Nassau |

| 18 listopada 2007 | Gujana | 0:38 | Canada Development | Winton Rugby Centre, Nassau |
| 18 listopada 2007 |        | 0:38 |                    | Winton Rugby Centre, Nassau |

| 18 listopada 2007 | USA Development | 15:19 | Canada Development | Winton Rugby Centre, Nassau |
| 18 listopada 2007 |                 | 15:19 |                    | Winton Rugby Centre, Nassau |

| 18 listopada 2007 | Gujana | 0:12 | Jamajka | Winton Rugby Centre, Nassau |
| 18 listopada 2007 |        | 0:12 |         | Winton Rugby Centre, Nassau |